# Shmuel Yeivin
Shmuel Yeivin (hebräisch שמואל ייבין, geboren 2. September 1896 in Odessa; gestorben 28. Februar 1982 in Tel Aviv) war ein israelischer Archäologe.

## Leben
Shmuel Yeivin stammte aus einer zionistischen Familie. Er kam mit seinen Eltern während der Zweiten Alija nach Palästina und besuchte das Herzlija-Gymnasium in Tel Aviv. Im Ersten Weltkrieg diente er in der türkischen ArmeeZum Studium der Archäologie ging er 1920 nach London, wo er bei Sir Flinders Petrie studierte und 1923 mit dem Bachelor abschloss. Er grub in Ägypten (Badari 1923/24, Luxor 1924, Karanis 1944–26) bevor er sich dem Vorderen Orient zuwandte (Bet Scheʾan 1924–28, Seleukeia 1929–37, Ali 1933).
1944 bis 1946 war er Vorsitzender der Jewish Palestine Exploration Society, 1944 bis 1948 war er Chefdolmetscher der Britischen Mandatsregierung in Palästina. Yeivin wurde 1948 der erste Direktor der neugegründeten Altertümerverwaltung des Staates Israel. 1961 trat er in den Ruhestand. Er wurde 1955 mit dem Bialik-Preis ausgezeichnet und erhielt 1968 den Israel-Preis in der Sektion Judaistik.